# Merle Pertile
Merle Pertile (nacida el 23 de noviembre de 1941 en Whittier (California) – 28 de noviembre de 1997 en California) fue una modelo y actriz estadounidense. Fue Playmate del Mes para el número de enero de 1962 de la revista Playboy.
Pertile creció en Indiana e Illinois. Asistió y se graduó en el Hammond High School, Hammond (Indiana) en 1959. Después de su graduación, se mudó a Los Ángeles, donde se firmó un contrato con Universal Studios y tuvo varios papeles de invitada en series de televisión. 
Durante la segunda temporada de la serie de televisión Playboy's Penthouse (1960–61), Pertile se convirtió en miembro regular del elenco. Allí fue cuando conoció por primera vez a Hugh Hefner.
Según el The Playmate Book, Pertile murió el 28 de noviembre de 1997. La causa de muerte fueron complicaciones por una cirugía de corazón.